# Samleje
 Denne artikel omhandler kønslig omgang blandt mennesker. For parringsakten mere generelt, se parring.
Samleje (lat. coitus) er den menneskelige form for kopulation og en almindelig form for sex. Selvom samlejets biologiske formål er reproduktion, dyrkes det også for nydelsen og som et udtryk for kærlighed og følelsesmæssig intimitet. Samleje spiller ofte en stor rolle i menneskers forhold til hinanden; i mange samfund er det normalt for par at have samleje ofte med brug af præventive midler og dermed dele nydelsen og styrke deres følelsesmæssige bånd, selvom parret bevidst undgår graviditet.
Samleje kan også henvise til flere andre udtryk for seksuel praksis, deriblandt oralsex og analt samleje. Udtrykket at dyrke sex henviser til alle eller nogle af formerne for samleje. Ordet samleje kommer af et ældre udtryk for sex, at ligge sammen.
Før samleje har man ofte et forspil, som fører til en seksuel opstemthed af parret, hvilket fører til erektion af penis og naturlig smørelse af skeden.
For at have samleje indføres den erigerede penis i skeden, og en eller begge partnerne bevæger deres hofter for at skubbe penis frem og tilbage i skeden for at skabe friktion, oftest uden helt at fjerne penis. Manden eller kvinden vil oftest stimulere kvindens klitoris manuelt under samlejet, eller parret vil vælge en stilling, hvor klitoris stimuleres/berøres under samlejet. På denne måde stimulerer de sig selv og hinanden og fortsætter ofte, til de får orgasme og (i mandens tilfælde) udløsning.

## Seksuel reproduktion
Samleje er menneskers mest grundlæggende måde at reproducere sig på. Under udløsning, som ofte er følge af mandens orgasme, sender en række muskulære sammentrækninger sæd indeholdende mandens gameter, kendt som sædceller eller sperm, fra penis til skeden. (Ved brug af visse præventive midler, som kondomer, vil spermen næsten aldrig komme ind i skeden.)
Spermens vej fra skeden går gennem livmoderhalsen og ind i livmoderen, og derfra videre til æggelederne. Der er millioner af sædceller i hver udløsning for at øge chancen for at befrugte en ægcelle. Hvis kvindens orgasme sker under eller efter mandens udløsning, vil den midlertidige reduktion af skedens størrelse og sammentrækningerne af livmoderen hjælpe sædcellerne med at nå æggelederne, selv om kvindens orgasme ikke er nødvendigt for at blive gravid. Hvis der er et frugtbart æg i æggelederne, vil mandens gameter slutte sig til ægget, hvilket resulterer i en befrugtning af det og dannelsen af en ny embryon. Når et befrugtet æg når livmoderen, sætter det sig fast i livmoderslimhinden (kendt som endometrium) og graviditeten begynder.

## Andre former for samleje

### Oralsex
Oralsex består af alle seksuelle aktiviteter som involverer brugen af munden, tungen og nogle gange halsen for at stimulere kønsorganerne. Det udføres nogle gange uden nogle andre seksuelle aktiviteter. Oralsex kan indbefatte det at konsumere sperm eller vaginal væske.

### Analsex
I et heteroseksuelt, analt samleje (paedicatio mulieris) anvendes anus i stedet for skeden. Analt samleje er også en typisk form for sex mellem to mænd (homoseksualitet).

## Funktion ud over reproduktion
Mennesker, bonoboer og delfiner er alle arter som har heteroseksuel opførsel selv når hunnen ikke er brunst, altså ikke er et sted i sit reproduktive cyklus, hvor der kan foregå vellykket befrugtning.
Hos både mennesker og bonoboer har hunnen en relativt skjult ægløsning, så ofte ved hverken manden eller kvinden om hun er frugtbar i øjeblikket. En mulig grund til dette unikke biologiske træk kan være, at dannelsen af stærke følelsesmæssige bånd mellem seksualpartnere er vigtigt for social ageren og, i menneskenes tilfælde længerevarende partnerskab snarere end øjeblikkelig seksuel reproduktion.
Mennesker, bonoboer og delfiner er alle intelligente sociale dyr, hvis samarbejdende opførsel opnår langt mere end et individ alene. Hos disse dyr har brugen af sex udviklet sig fra simpel reproduktion til også at tjene yderligere sociale funktioner. Sex forstærker intime sociale bånd mellem individer til at danne større sociale strukturer. Det resulterende samarbejde kan anspore til kollektive handlinger, som hjælper med til hvert enkelt af gruppens medlemmers overlevelse.
Alex Comfort og andre  postulerer tre potentielle fordele ved menneskers seksuelle handlinger: reproduktive, forholdsrelaterede og fornøjelsesrelaterede. Mens opfindelsen af P-pillen og andre højeffektive former for prævention i midten og slutningen af det 20. århundrede øgede evnen til at adskille disse tre fordele, overlapper de stadig ofte hinanden og i avancerede mønstre. Et frugtbart par kan have samleje med brug af prævention ikke kun for at opleve seksuel nydelse (fornøjelsesrelateret), men også som en måde at udtrykke en følelsesmæssig intimitet (forholdsrelateret), hvilket dermed gør deres forhold mere stabilt og bedre i stand til eventuelt at få børn i fremtiden (udskudt reproduktivt). Samme par kan lægge vægt på forskellige aspekter af samlejet ved forskellige lejligheder, f.eks. være legesyge ved en lejlighed (fornøjelse), opleve dybt følelsesmæssigt sammenhold ved en anden (forhold), og efter at have stoppet med at bruge prævention forsøge at opnå graviditet (reproduktiv, eller snarere reproduktiv og forholdsrelateret).

## Vanskeligheder ved samleje
Mens det fungerer som en effektiv stimulering af penis, er visse former for samleje dog mindre gode til stimulering af klitoris, der er lille og uden for skeden. Op mod 70 procent af alle kvinder opnår sjældent eller aldrig orgasme under samleje uden brug af direkte stimulering af klitoris med f.eks. fingre. De fleste kvinder kræver en direkte stimulering, og ligegyldighed overfor dette faktum ses ofte som grunden til kvindelig anorgasme.
Anorgasme er manglen på orgasme under ellers nydelsesfuld stimulering. Det er langt mere udbredt blandt kvinder end mænd. Tilstanden kan være forbundet med et psykologisk ubehag, eller en aversion, overfor seksuel nydelse, eller en grundlæggende mangel på viden om, hvad kvinden finder fysisk nydelse i, og hvad der ville kunne resultere i orgasme.[kilde mangler] Dette kan også føre til at kvinden kan komme til at skamme sig over at hun "burde" være i stand til at få orgasme, og få partneren til at føle, at han ikke har ophidset hende nok.[kilde mangler] Onani er en velunderstøttet måde for en kvinde at udforske sin krop, og finde ud af hvad hun personligt føler er rart. Manglen på en partner kan fjerne følelsen af nervøsitet og i højere grad lade kvinden slappe af. Det kræver god kommunikation og tålmodighed at hjælpe en kvinde, som har svært ved at få orgasme til at få orgasme. Om kvinden selv føler, at det er et problem er meget afhængigt af hende, men mange føler det frustrerende.
Nogle mænd lider af impotens. De kan, hvis impotens skyldes medicinske årsager, benytte midler som Viagra, Cialis og Levitra. Mange læger fraråder dog brugen af disse stoffer, fordi de kan have alvorlige bivirkninger som øget risiko for hjertestop. Derudover skjuler brugen af stoffer det underliggende problem, som er skyld i impotensen – i stedet for at løse det. En alvorlig medicinsk tilstand kan udvikle sig, hvis den ikke behandles.
En mere udbredt tilstand blandt mænd er for tidlig udløsning.
Vaginisme er en ufrivillig spænding af bækkenmuskulaturen, hvilket gør samleje pinefuld og nogle gange umuligt.
Dyspareuni er et medicinsk begreb, som omhandler smertefuld eller ubehagelig samleje, men ikke specificerer årsagen.

## Etik og lovgivning
I mange samfund er der, eller har været, relativt strenge regler for passende og upassende seksuelle aktiviteter. Det kan omfatte forbud mod bestemte samlejestillinger, men oftere mod:
- Sex mellem partnere som ikke er gift (utugt).
- Sex med en anden partner end den, man er gift med (utroskab).
- Sex med en nær slægtning (blodskam eller incest).
- Sex med børn (pædofili).
- Sex med dyr (zoofili, på dansk sodomi).
- Sex med lig (nekrofili).

Derudover er der i visse kulturer tabu eller forbud mod seksuelle forhold mellem personer af forskellig etnicitet, slægt eller social baggrund (f.eks. forskellig kaste). Nogle kulturer og religioner, bl.a. islam og jødedom, forbyder samleje under menstruation.
I mange religiøse eller moralske opfattelser er vaginalt samleje den eneste tilladte seksuelle aktivitet, da kun den er nødvendig for at avle børn og sikre reproduktionen. Af samme grund har kun meget få religioner eller samfund betragtet selve det vaginale samleje som tabu. Et eksempel på totalforbud mod sex fandtes hos den kristne sekt shakers. Der findes i mange samfund delkulturer, hvor medlemmerne skal leve i cølibat som præsteskabet i den romersk-katolske kirke, medlemmer af religiøse ordener og buddhistiske munke.
Samleje mod partnerens vilje (eller uden informeret samtykke) omtales som voldtægt og betragtes som alvorlig kriminalitet i de fleste lande. De fleste lande har fastlagt en seksuel lavalder, som er minimumsalderen for lovligt at dyrke sex. I de fleste tilfælde er den et sted mellem 12 og 18 år, oftest 14-16 år, i Danmark 15 år.

## Fodnoter
1. ↑  Frans de Waal, "Bonobo Sex and Society", Scientific American (marts 1995): 82-86.
2. ↑  Dinitia Smith, "Central Park Zoo's gay penguins ignite debate", San Francisco Chronicle (7. februar 2004). .
3. 1 2  Jared Diamond (1992). The rise and fall of the third chimpanzee. Vintage. ISBN 978-0-09-991380-1.
4. ↑  Sexual Honesty, by Women, For Women, af Shere Hite (1974)